# Richmond International Raceway
Le Richmond International Raceway (IRC) est un circuit automobile de type D-ovale avec une piste en asphalte de 0,75 milles (1,207 km) à l'inclinaison modérée.
Il est situé à la périphérie de Richmond dans le Comté de Henrico de l'état de Virginie aux États-Unis. Les nombreuses tribunes offrent 112 029 places assises.
Il accueille les courses de NASCAR Cup Series et de NASCAR Xfinity Series. Connu comme l' "America's premier short track" (le premier circuit avec courte piste), il accueillait autrefois des courses de NASCAR Camping World Truck Series, d'IndyCar Series et deux courses d'United States Auto Club.
Jusqu'en 2016, le Richmond International Raceway était un des circuits dont plusieurs de ses courses se déroulaient de nuit. Le circuit fut sold-out pendant 33 courses consécutives des NASCAR Cup Series. Le ralentissement économique et l'ouragan Hanna mettront fin à la série en septembre 2008.
Depuis la création en NASCAR Cup Series de la Chase en 2004, Richmond a chaque fois accueilli la dernière course de la saison régulière.
En 2010, le circuit se dote d'une tour servant de marquoir vidéo possédant le plus grand nombre de LED que n'importe quel autre circuit dans l'industrie du sport automobile. La partie supérieure comporte quatre écrans LED à haute définition mesurant 12 m de large sur 7 m de haut.
Les écrans diffusent les actions en direct ainsi que des vidéos et des statistiques. Le poteau central indique l'ordre des voitures sur ses quatre côtés de sorte que l'ensemble des spectateurs peut apercevoir les inscriptions.

## Histoire

### La course en Virginie
Les courses possèdent une longue tradition en Virginie dont les origines remontent à l'époque coloniale anglaise. De 1898 à la Première Guerre mondiale, le Deep Run Hunt Club situé dans le nord du Ginter Park (en) organisait une course dénommée le steeplechase. Après une interruption d'une dizaine d'années, cette compétition est déplacée et organisée à Curles Neck (en) en 1928, ville située au sud de Richmond.

### Seconde Guerre mondiale
Peu de temps après l'attaque sur Pearl Harbor, toutes les compétitions automobiles sont suspendues à cause de la Seconde Guerre mondiale. De 1942 à 1945, il n'y aura aucune course organisée aux États-Unis, interdites par le gouvernement américain principalement pour des raisons de rationnement.

### Reprise des courses
La saison Indycar 1946 de l'AAA Championship Car sera la première compétition automobile organisée après la fin de la guerre. Un nouveau complexe avait été érigé par l’Atlantic Rural Exposition sur le site de l'ancienne Strawberry Hill Farm près de Ginter Park,,. Son circuit en terre battue d'¹⁄₂ mile  sera utilisé tant pour les courses hippiques que les compétitions automobiles. Il sera connu comme l’Atlantic Rural Fairgrounds Track à Strawberry Hill, ou comme le Strawberry Hill Raceway . Le 12 octobre 1946, Ted Horn y remporte la première course d'Indycar qui y est organisée.

### Strawberry Hill Raceway en compétition nationale
Deux ans plus tard, le circuit est repris dans le calendrier de la NASCAR. En 1953, la première course des Grand National Series (actuellement dénommée NASCAR Cup Series) organisée à Richmond est remportée par Lee Petty. La piste d'origine est asphaltée en 1968. En 1988, elle est redessinée pour former un D-Ovale, configuration toujours actuelle du circuit.
Le nom du complexe automobile était Strawberry Hill jusqu'à ce que le site appartenant à l'État de Virginie ne soit vendu en 1999 et rebaptisé le Richmond International Raceway. Les courses hippiques de steeplechase organisées dans le complexe de Strawberry Hill, se disputant habituellement tous les troisièmes samedis d'avril, seront déplacées en 2001 vers le site de Colonial Downs (en) situé dans le Comté de New Kent, Ce site deviendra la meilleure piste hippique de Virginie.

## Le complexe Richmond Raceway
Le circuit Richmond International Raceway est situé sur le complexe multi-disciplinaire de Richmond Raceway Complex. Il a une superficie totale de 1 000 acres (4,047 km2).
Le complexe héberge également l' Intergalactic Bead Show, le Virginia Golf Show, le Bassarama (Richmond Fishing Expo), le Richmond Home and Garden Show, le RV and Camping Expo, le Richmond Boat Show, le Richmond Classic Sports Card Show, l'East Coast Sawmill and Logging Equipment Expo, le Craftsmen Classic Spring and Christmas Shows, le Bizarre Bazaar Spring and Christmas Shows et d'autres événements artistiques.
Des festivals de plein air y sont également organisés tels le 102.1 «The X» chili cook-off, le Festival ACCA Temple Pork, la Virginia State Fair (en), les Richmond Highland Games , et le Celtic Festival, la March of Dimes Bikers for Babies, le K95 Country Music Festival et le Virginia Food Festival ainsi que des concerts mettant en vedette des artistes locaux ou nationaux.

## Courses de NASCAR
Le Richmond International Raceway organise annuellement deux courses des NASCAR Cup Series et deux courses de NASCAR Xfinity Series.
Les deux premières courses se déroulent généralement au printemps lors du dernier weekend d'avril. La course d'Xfinity, dénommée la ToyotaCare 250 (en), se déroule sur 250 tours soit 187,5 milles (301,8 km). Celle de NASCAR Cup Series, la Toyota Owners 400 se déroule sur 400 tours soit 300 milles (482,8 km).
Les deux autres courses sont organisées généralement en automne lors du deuxième weekend de septembre. La course d'Xfinity, dénommée la Virginia 529 College Savings 250 (en), se déroule toujours sur 250 tours soit 187,5 milles (301,8 km). Celle de NASCAR Cup Series, la Federated Auto Parts 400 se déroule aussi sur 400 tours soit 300 milles (482,8 km) et en fonction du calendrier actuel, constitue la dernière course de saison régulière avant le début de la Chase for the Championship (actuellement renommée Playoffs), dernière chance donc pour les pilotes de se qualifier pour le titre de champion national.
Jusqu'en 2005, le RIR accueillait en automne une course de Craftsman Truck Series. Dès la saison 2006, la course est transférée vers le circuit Talladega Superspeedway. Jusqu'en 2009, il accueillait aussi en juin la course d'IndyCar Series mais n'y est plus organisée par la suite.

## Chronologie
- 12 octobre 1946 : Ted Horn gagne la première course sur le circuit de terre battue d'1/2 mile sur le site de l'Atlantic Rural Exposition Fairgrounds.
- 19 avril 1953 : Lee Petty remporte la première course de NASCAR "Grand National Division" avec une vitesse moyenne de 73,281 km/h sur le site de l'Atlantic Rural Exposition Fairgrounds.
- 1955 : Paul Sawyer et Joe Weatherly achète le site à l'État de Virginie. le circuit est renommé l'Atlantic Rural Fairgrounds.
- 10 mars 1964 : Première course à Richmond courue sous éclairage temporaire.
- 1988 : Le circuit est redessiné en forme D-Oval de 0,542 milles (872,264 m). La première course sur cette configuration aura lieu en septembre 1988. L'éclairage fixe est ajouté pour la course d'automne 1991.
- Le circuit est rebaptisé tout d'abord le Strawberry Hill[14], le Virginia State Fairgrounds et finalement le Richmond Fairgrounds Speedway; il devient un événement annuel très populaire.
- Richard Petty détient le record de victoires (13) à Richmond; David Pearson, Darrell Waltrip et Rusty Wallace sont seconds à égalité avec six victoires.
- 1986 : Richmond est le théâtre d'un fameux duel entre Dale Earnhardt et Darrell Waltrip. Earnhardt touche Waltrip dans le virage no 4 et les deux voitures heurtent le mur. Kyle Petty qui parvient à éviter l'accident remporte la course.
- Le circuit accueille l'International Race of Champions en 2004 et 2005, remporté respectivement par Matt Kenseth et Mark Martin.
- 1999 : Tony Stewart y remporte sa première course de NASCAR Cup Series.
- 2005 : Kasey Kahne y remporte sa première course de NASCAR Cup Series.

## Courses
| Actuelles - NASCAR Cup Series : - Toyota Owners 400 (avril) - Federated Auto Parts 400 (septembre) - NASCAR Xfinity Series : - ToyotaCare 250 (en) (avril) - Virginia 529 College Savings 250 (en) (course d'automne) - NASCAR K&N Pro Series East (en) : - UNOH 100 (2011–présent) | Anciennes - AAA Sprint Cars (1946–1948, 1952 et 1953) - AAA Stock Car (1952) - ADRC midgets (1946–1948) - Denny Hamlin Short Track Showdown (2011–2013) - IndyCar Series : - SunTrust Indy Challenge (en) (2001–2009) - International Race of Champions (2004 & 2005) - NASCAR Craftsman Truck Series : - Cheerios Betty Crocker 200 (en) (1995–2005) - NASCAR Convertible Division (en) (1957–1959) - NASCAR Grand American (en) (1968–1970) - NASCAR Goody's Dash Series (en) (1975, 1976, 1979–1981) - NASCAR AutoZone Elite Division, Southeast Series (en) (1991) - NASCAR Sportsman Series (1990) - NASCAR Whelen Modified Tour (en) (1990–1993, 1997, 1999–2002) - URC sprint cars (1956, 1960) - USAC Silver Crown Series - USAC Honda National Midget Championship |

## Records du circuit
| Record                | Saison | Date        | Pilote          | Marque       | Temps           | Vitesse moyenne |
| --------------------- | ------ | ----------- | --------------- | ------------ | --------------- | --------------- |
| NASCAR Cup Series     |        |             |                 |              |                 |                 |
| Qualifications        | 2013   | 7 septembre | Jeff Gordon     | Chevrolet    | 20,674 s        | 210,179 km/h    |
| Course                | 1997   | 6 septembre | Dale Jarrett    | Ford         | 2 h 45 min 4 s  | 175,494 km/h    |
| NASCAR Xfinity Series |        |             |                 |              |                 |                 |
| Qualifications        | 2004   | 15 mai      | Kyle Busch      | Chevrolet    | 20,874 s        | 208,165 km/h    |
| Course                | 1995   | 8 septembre | Dale Jarrett    | Ford         | 1 h 47 min 13 s | 168,865 km/h    |
| IndyCar Series        |        |             |                 |              |                 |                 |
| Qualifications        | 2005   | 25 juin     | Sam Hornish Jr. | Dallara IR03 | 15,319 7 s      | 283,637 km/h    |
| Source :              |        |             |                 |              |                 |                 |

### Statistiques pour les courses de NASCAR Cup Series
(à la date du 15 avril 2017)
| + de victoire        | 13    | Richard Petty                |
| + de Top5            | 34    | Richard Petty                |
| + de Top10           | 41    | Richard Petty                |
| + de départs         | 63    | Richard Petty                |
| + de poles           | 8     | Richard Petty, Bobby Allison |
| + de tours parcourus | 21135 | Richard Petty                |
| + de tours en tête   | 5136  | Richard Petty                |

## Photos

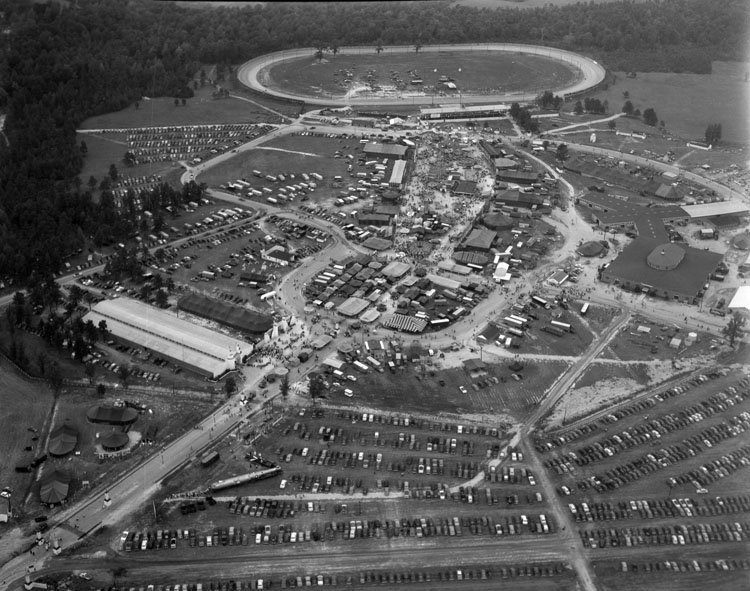
Le complexe en 1952.
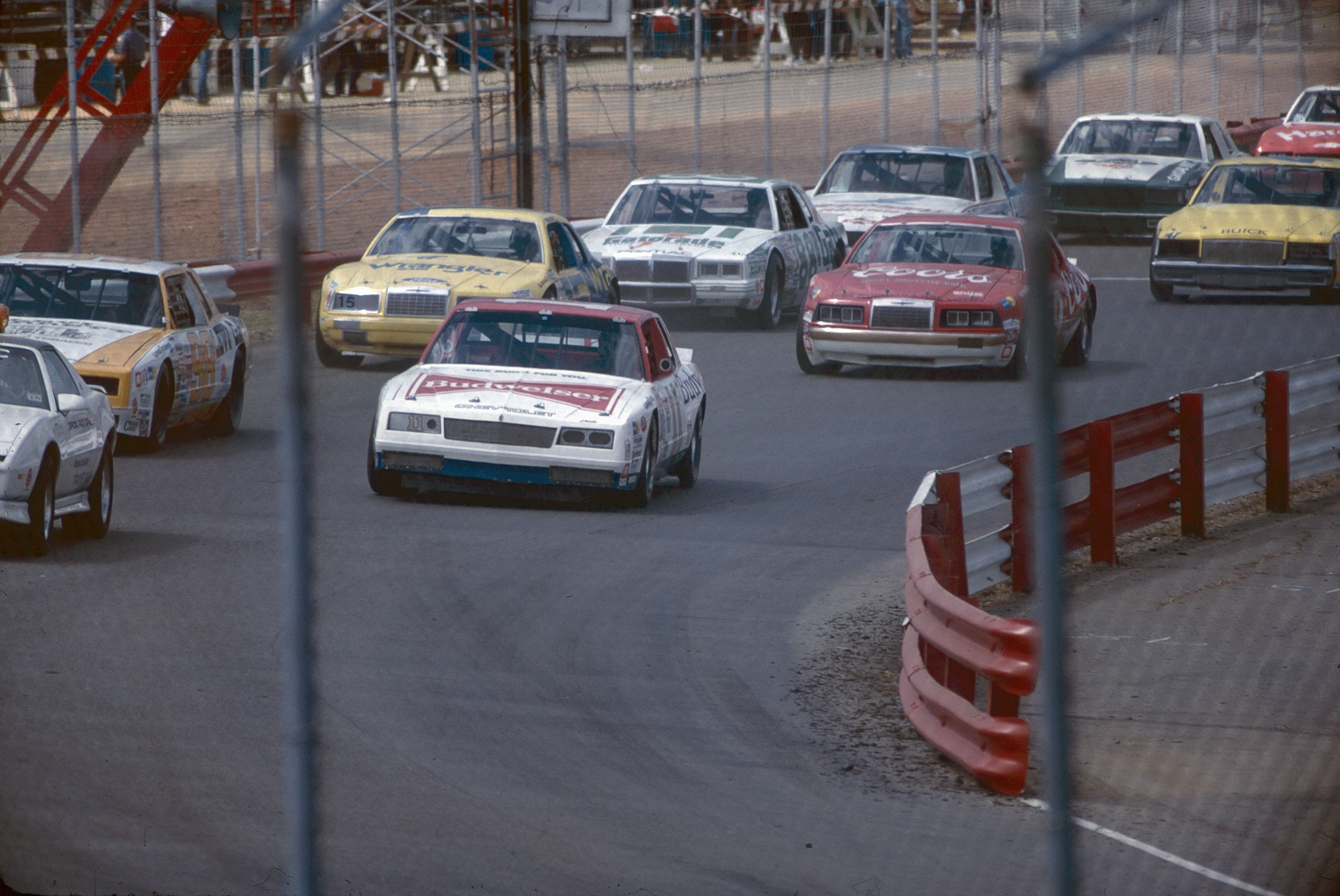
Septembre 1984, voitures de NASCAR Cup Series avant le départ sur l'ancienne configuration du circuit.
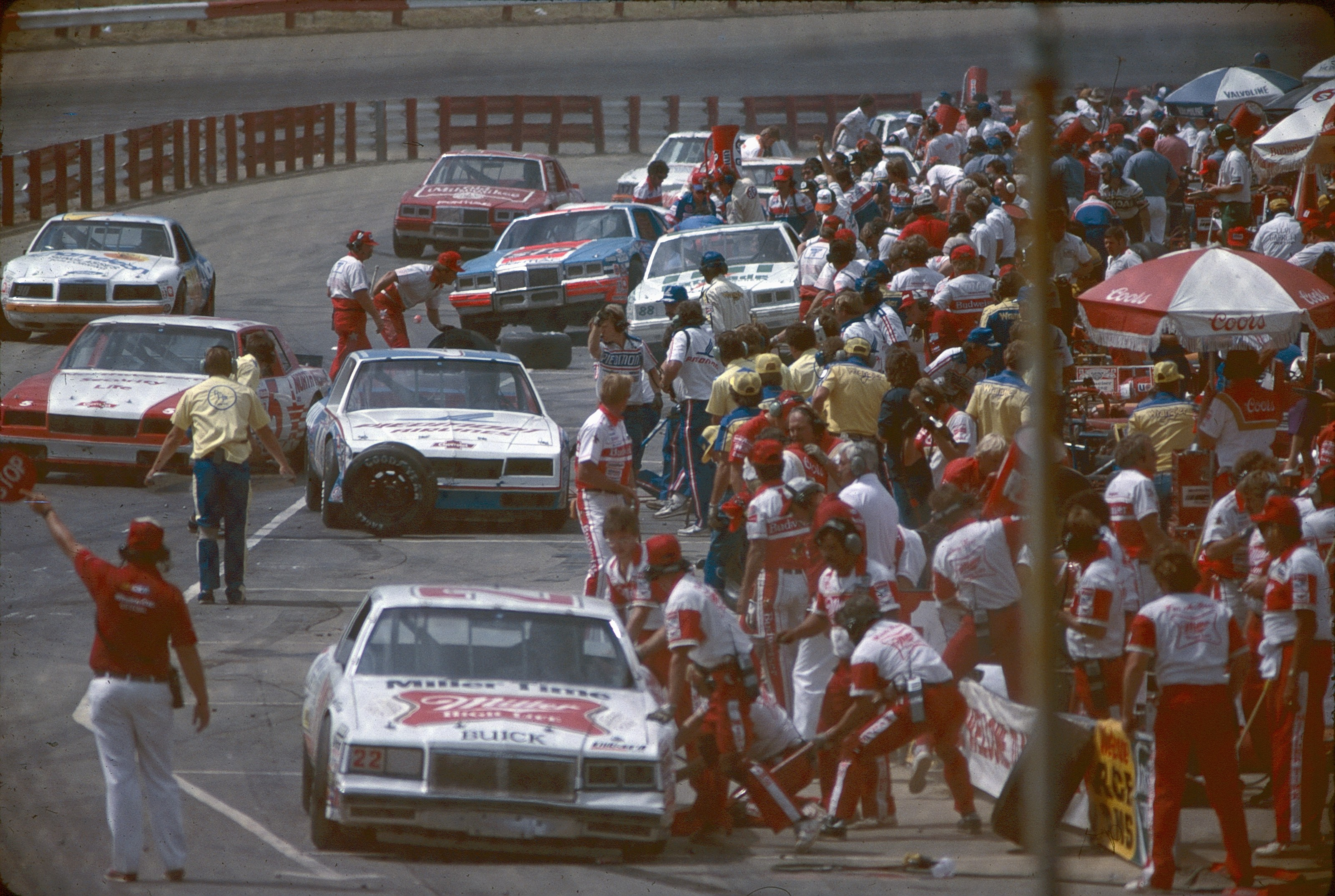
1985, la ligne des stands sur l'ancienne configuration du circuit.
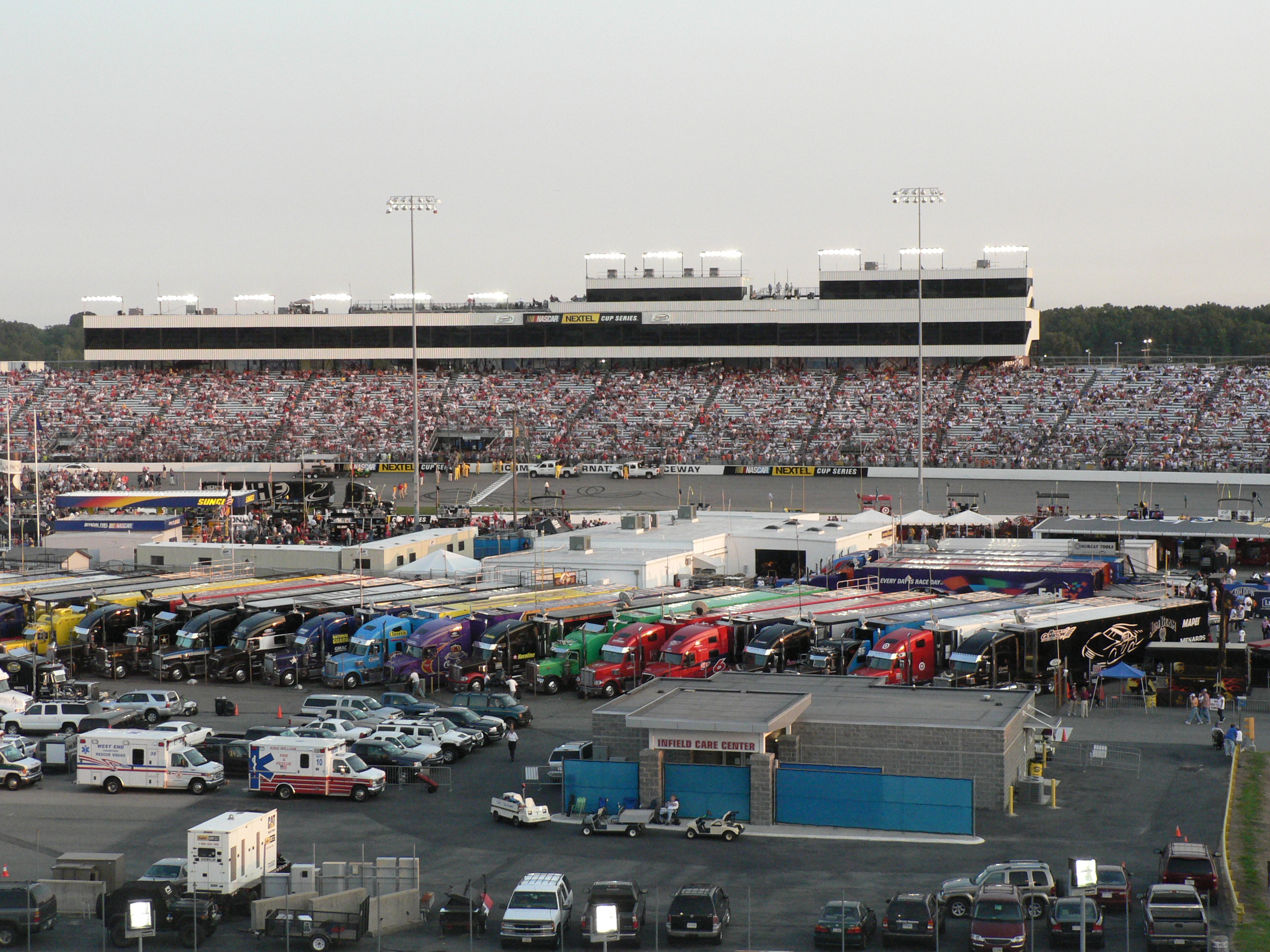
2007, jour de course.
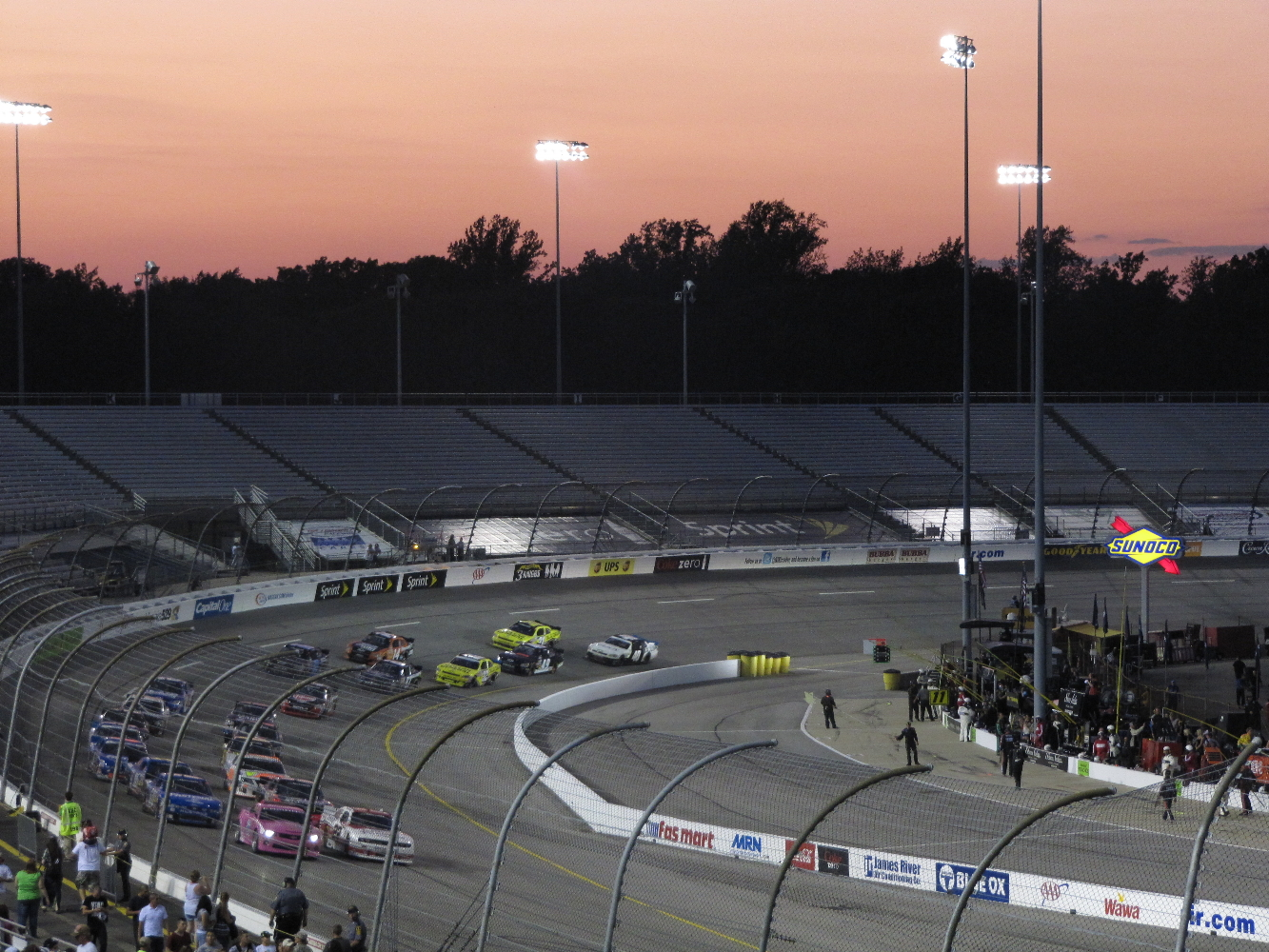
Le virage 4 en septembre 2011 lors de la "Virginia 529 College Savings 250" en Xfinity Series.
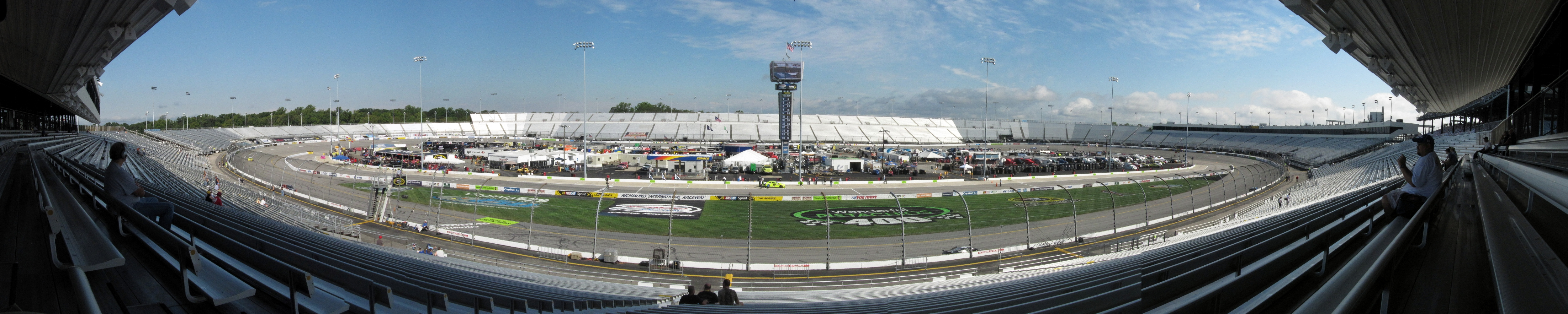
Panorama du circuit actuel.